# Ibis czczony
Ibis czczony (Threskiornis aethiopicus) – gatunek dużego ptaka z rodziny ibisów (Threskiornithidae). W stanie dzikim zamieszkuje Afrykę na południe od Sahary i Irak.

## Taksonomia
Po raz pierwszy gatunek opisał John Latham w 1790. Holotyp pochodził z obszaru określonego przez autora jako Aethiopia; prawdopodobnie był to Egipt. Autor przydzielił nowemu gatunkowi nazwę Tantalus aethiopicus. Dawniej uznawano gatunek za konspecyficzny z ibisem białookim (Threskiornis bernieri); obecnie (2020) Międzynarodowy Komitet Ornitologiczny umieszcza te ptaki jako osobne gatunki w rodzaju Threskiornis. Blisko spokrewnione z ibisem czczonym są również ibisy: siwopióry (T. melanocephalus) i czarnopióry (T. moluccus). Ibis czczony jest gatunkiem monotypowym.

## Morfologia
Długość ciała wynosi 65–89 cm; masa ciała około 1530 g, zaś rozpiętość skrzydeł 112–124 cm. Anton Reichenow podał następujące wymiary szczegółowe: długość skrzydła 340–380 mm, długość ogona 140–180 mm, długość dzioba 140–180 mm, długość skoku – 90–115 mm. Większość upierzenia ma kolor od białego po brudnobiały. Niebiesko-czarne barkówki tworzą kępkę piór, która opada na zamknięte skrzydła oraz krótki, prostokątny ogon. Lotki są białe z ciemnymi, niebieskozielonymi końcówkami. Głowa jest naga, szaroczarna. Tęczówka brązowa, oko okala naga, czerwona obrączka oczna. Dziób długi, zgięty w dół, nozdrza w kształcie szczelin. Po bokach piersi i w zgięciu skrzydła znajduje się czerwona, naga skóra. Brak dymorfizmu płciowego czy wiekowego; samce są jedynie nieco większe od samic.

## Zasięg występowania
Zasięg występowania ibisa czczonego obejmuje subsaharyjską Afrykę oraz południowo-wschodni Irak. W Egipcie wymarł. Introdukowano gatunek do Francji i Włoch, a także na Tajwan.

## Ekologia i zachowanie
Środowiskiem życia ibisów czczonych są głównie obrzeża kontynentalnych mokradeł, do tego okolice oczyszczalni, solniska, zbiorniki wodne na farmach, rzeki w otwartych lasach, obszary trawiaste, uprawy, nadbrzeżne laguny, watty, nadbrzeżne wyspy i namorzyny. Potrafią również żyć w miastach i na wsiach. Ibisy czczone żywią się przeważnie owadami, takimi jak prostoskrzydłe i chrząszcze, jedzą również skorupiaki, robaki, mięczaki, ryby, płazy bezogonowe, jaszczurki, małe ssaki, jaja krokodyli i pelikanów różowych (Pelecanus onocrotalus), pisklęta kormoranów przylądkowych (Phalacrocorax capensis), padlinę, odpadki i ziarno. Przeważnie przedstawiciele T. aethiopicus milczą. W sytuacjach konfliktowych zarówno samce, jak i samice odzywają się różnorodnymi kwikami, jękami i charczącymi dźwiękami. W locie głośno rechoczą.

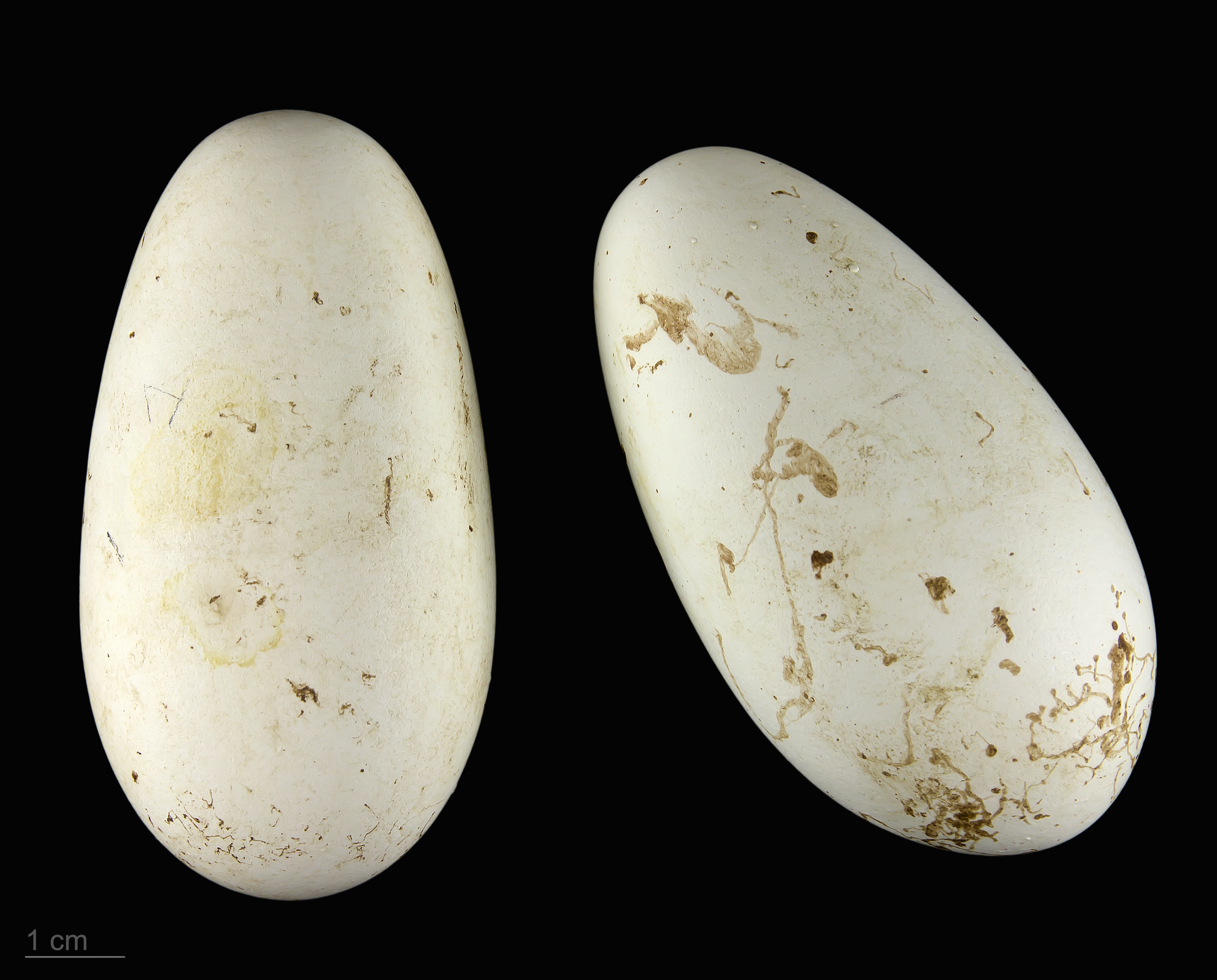
Jaja z kolekcji muzealnej

### Lęgi
Ibisy czczone zakładają swe gniazda na drzewach i krzewach, a na wyspach również i na ziemi. Okres lęgowy zaczyna się po deszczach, jednak na podmokłych obszarach może lęgnąć się również w porze suchej. W Iranie gniazduje od kwietnia do maja. Ibisy czczone są monogamiczne, zakładają duże kolonie lęgowe, liczące od 50 do 2000 par. Samica składa od 1 do 5 jaj, lecz zwykle w zniesieniu są dwa. Wymiary jaj według Reichenowa: 57–65 na 39,5–45 mm (inne źródło mówi o minimalnej długości 43 mm). Skorupka ma barwę matowobiałą z niebieskim odcieniem, niekiedy zdobią ją czerwonawe kropki. Inkubacja trwa 21–29 dni; samiec wysiaduje na zmianę z samicą, zmieniając się przynajmniej co dobę. Przez pierwsze 7–10 dni życia młodych przez całą dobę w gnieździe przebywa jeden z rodziców. Po 2–3 tygodniach pisklęta opuszczają gniazdo, jednak nadal przebywają w obrębie kolonii. Po 35–40 dniach od wyklucia młode są w pełni opierzone.

## Status i zagrożenia
IUCN uznaje ibisa czczonego za gatunek najmniejszej troski (LC, Least Concern) nieprzerwanie od 2004, kiedy to dokonano taksonomicznego podziału gatunku. Dawniej występował w Egipcie, gdzie był czczony przez starożytnych Egipcjan i często mumifikowany. Liczebność światowej populacji szacuje się na 200–450 tysięcy dorosłych osobników. BirdLife International uznaje ogólny trend populacji za stabilny w oparciu o dane organizacji Wetlands International z 2018. Na atolu Aldabra liczebność populacji zmalała przez kłusownictwo oraz niepokojenie przez sezonowych pracowników na wyspie. Ibisy czczone są podatne na zatrucie jadem kiełbasianym. BirdLife International wymienia 12 ostoi ptaków IBA, w których występują reprezentanci T. aethiopicus.